# La Guapa
La Guapa es una localidad española de la provincia de Granada, comunidad autónoma de Andalucía, perteneciente al municipio de Polopos y situada en la parte oriental de la Costa Granadina. A tan sólo 700 metros de la costa mediterránea, cerca de esta localidad se encuentran los núcleos de Castillo de Baños de Arriba, Castillo de Baños de Abajo, Casarones, Haza del Trigo y La Mamola.

## Demografía
Según el Instituto Nacional de Estadística de España, en el año 2022 La Guapa contaba con 239 habitantes censados.

## Cultura

### Fiestas
La Guapa celebra sus fiestas populares en torno al 24 de junio en honor a San Juan Bautista, el patrón del pueblo.